# Седам великих иранских кућа
Седам великих иранских кућа, такође познате као Седам (Великих) Кућа или Седам Партских кланова представљале су седам породица феудалне аристократије које су биле партског порекла, и које су биле у савезу са Сасанидским двором.

## Историја
Седам великих иранских кућа играло је активну улогу у иранској политици још од царства Арсакида, што су и даље радили под њиховим наследницима, Сасанидима. За седам кућа се тврди да их је у Ирану као господаре потврдио легендарни кајански краљ Виштаспа. У време Сасанида, седам феудалних кућа имало је значајну улогу на двору Сасанда. Бахрам Кобин, познати војни заповедник Хормизда IV (р. 579–590), био је из куће Михрана.

## Кланови
Седам кућа са припадајућим главним феудалним добрима и седиштима владајуће породице биле су:
- Кућа Испахбудан из Гoргана[3]
- Кућа Вараз из Источног Хорасана
- Кућа Карен из Нахаванда[3]
- Кућа Михран из Семнана, Иран
- Кућа Спандијад из Раја
- Кућа Зик Адурбагана
- Кућа Сурен из Сакастана[3]

## Белешке
1. ↑  Only two of the seven - the House of Suren and the House of Karen - however, are actually attested in sources date-able to the Parthian period.